# Gerhard (Lothringen)
Gerhard (* um 1030; † 14. April 1070 in Remiremont) war Herr von Châtenois und ab 1048 Herzog von Lothringen. In zeitgenössischen Quellen wird er Gerhard von Elsass und Gerhard von Châtenois (nach seinem Besitz in der Nähe von Neufchâteau) genannt. Seine Eltern sind Graf Gerhard und Gisela, die manchmal – allerdings ohne Beleg – als Tochter des Herzogs Dietrich I. von Oberlothringen († 1026/27) bezeichnet wird.
Sein Bruder Adalbert wurde 1047 von Kaiser Heinrich III. zum Herzog von Lothringen ernannt, nachdem dieser das Herzogtum Gottfried III. abgenommen hatte. Gottfried akzeptierte die Entscheidung nicht, rebellierte und tötete Adalbert. Heinrich III. gab das Herzogtum an Adalberts Bruder Gerhard weiter. Gottfried setzte seinen Kampf mit Unterstützung des lothringischen Adels fort, und es gelang ihm bald, Gerhard gefangen zu nehmen. Gerhard hatte jedoch die Unterstützung von Papst Leo IX. (Bruno von Egisheim-Dagsburg und ehemaliger Bischof von Toul), der – auf der Durchreise in Lothringen – 1049 die Freilassung Gerhards erreichte. Je mehr der Kaiser ihn nun mit Soldaten unterstützte, umso stärker wurde Gerhard, bis es ihm gelang, seinen Gegner zu überwinden. Der lothringische Adel jedoch setzte seinen Widerstand fort.
Gerhards Herrschaft wurde somit durch seine Treue zu Heinrich III. und später Heinrich IV. geprägt. Durch seine Zusammenarbeit mit der Kirche wurde er Vogt von Moyenmoutier (Mittelmünster), Saint-Mihiel und Remiremont. Er ließ das Château de Prény bauen sowie eine Stadt im Zentrum des Herzogtums an einer Stelle, die Nancy genannt wurde, und die sich bald zur Metropole Lothringens entwickelte.
Die Kinder aus seiner Ehe mit Hedwig, der Tochter Alberts II. von Namur waren:
- Dietrich II., 1065 bezeugt, 1070 Herzog von Lothringen, 1114 Markgraf, † 30. Dezember 1115; ⚭ I 1079 Hedwig von Formbach, Tochter des Friedrich von Formbach und der Gertrud von Haldensleben, Witwe von Gebhard von Süpplingenburg, Mutter des Kaisers Lothar III.; ⚭ II 1095 Gertrud von Flandern, † 1115/26, Tochter von Tochter Robert der Friese, Graf von Flandern und Holland, Witwe von Heinrich III. Graf und Vogt von Brabant.
- Gerhard I., 1073 Graf von Vaudémont – Nachkommen † 1346
- Gisela, um 1079/1114 Äbtissin von Remiremont
- Beatrix, 1102/17 bezeugt; ⚭ Stephan I. Tollkopf, Graf von Vienne und Mâcon, † 1102 (Haus Burgund-Ivrea)

Er starb in Remiremont während er eine weitere Revolte des lothringischen Adels bekämpfte, eine Vergiftung ist nicht ausgeschlossen. Er wurde in der Abtei Remiremont bestattet.